# The Fall of Troy
I The Fall of Troy (in precedenza chiamati The Thirty Years War) sono un gruppo musicale post-hardcore statunitense.
Il gruppo si è formato a Mukilteo (Washington) nel 2002. Il loro singolo più noto è F.C.P.R.E.M.I.X., tratto dall'album Doppelganger del 2005, il secondo della band (che tuttavia contiene vari pezzi che già comparivano nell'omonimo album di esordio) e contenuto nel videogame Guitar Hero III: Legends of Rock dove compariva tra le canzoni da sbloccare. F.C.P.R.E.M.I.X. è, come suggerisce il titolo, una nuova versione della traccia F.C.P.S.I.T.S.G.E.P.G.E.P.G.E.P. contenuta a sua volta nel primo album.
Dopo la pubblicazione del loro quarto album, In the Unlikely Event, che li ha visti collaborare col noto produttore Terry Date, il gruppo si è sciolto nel 2010 per poi riunirsi nel 2013 e tornare all'attività live e in seguito riprendere anche le registrazioni di materiale inedito. Nel periodo di scioglimento il frontman e chitarrista Thomas Erak ha collaborato con i Chiodos.

## Caratteristiche
Il loro sound è caratterizzato da cambiamenti frequenti e improvvisi di tempo e virtuosismo strumentale, elementi tipici del math rock e del mathcore. Inoltre, nei loro brani si alternano parti melodiche e voci pulite con suoni più aggressivi e scream.

## Formazione
Attuale
- Thomas Erak – voce, chitarra, tastiere (2002-2010, 2013-presente)
- Tim Ward – voce, basso (2002-2007, 2013-presente)
- Andrew Forsman – batteria, percussioni (2002-2010, 2013-presente)

Ex membri
- Frank Ene – basso, cori (2007-2010)

## Discografia
Album studio
- 2003 – The Fall of Troy
- 2005 – Doppelgänger
- 2007 – Manipulator
- 2009 – In the Unlikely Event
- 2016 – OK
- 2020 – Mukiltearth

EP
- 2004 – Ghostship
- 2008 – Phantom on the Horizon